# سیارک ۱۷۸۳۲
سیارک ۱۷۸۳۲ (به انگلیسی: 17832 Pitman، نامگذاری:1998HV39) هفده هزار و هشتصد و سی و دومین سیارک کشف شده‌است که در ۲۰ آوریل ۱۹۹۸ کشف شد.
قدر مطلق سیارک برابر ۲۰.۴ است.